# Лукошкинское сельское поселение
Луко́шкинское се́льское поселе́ние — муниципальное образование в Топкинском районе Кемеровской области. 
Административный центр — посёлок Центральный.

## История
Лукошкинское сельское поселение образовано 17 декабря 2004 года в соответствии с Законом Кемеровской области № 104-ОЗ.

## Население
| 2010  | 2011  | 2012  | 2013  | 2014  | 2015  | 2016  |
| ----- | ----- | ----- | ----- | ----- | ----- | ----- |
| 1119  | ↘1118 | ↗1139 | ↗1162 | ↗1163 | ↘1128 | ↗1136 |
| 2017  | 2018  | 2019  |       |       |       |       |
| ↘1133 | ↘1121 | ↘1083 |       |       |       |       |

## Состав сельского поселения
| № | Населённый пункт | Тип населённого пункта          | Население |
| - | ---------------- | ------------------------------- | --------- |
| 1 | 96 км            | разъезд                         | 4         |
| 2 | Козлово          | деревня                         | 133       |
| 3 | Лукошкино        | село                            | 252       |
| 4 | Центральный      | посёлок, административный центр | 707       |
| 5 | Юрьевка          | разъезд                         | 23        |